# Burg Lichtenberg (Landsberg)
Die Burg Lichtenberg bezeichnet eine abgegangene mittelalterliche Höhenburg bei 582 m ü. NHN in Lichtenberg, einem Gemeindeteil der Gemeinde Scheuring im Landkreis Landsberg am Lech in Bayern. Die Anlage wird als Bodendenkmal unter der Aktennummer D-1-7831-0047 als „Burgstall des Mittelalters und abgegangenes Jagdschloss der frühen Neuzeit mit barocken Gartenanlagen (‚Lichtenberg‘)“ geführt.

## Geschichte
Die Mitte des 13. Jahrhunderts genannte Burg wurde im Zuge der staufischen Reichspolitik als eine dem Reich lehenbare Burg gegründet; urkundlich wird sie erstmals 1354 genannt. 1386 stand das Gebiet im Eigenbesitz der bayerischen Herzöge Stephan und Johann. Zur Burg gehörte auch der Kirchensatz und die Kirchenvogtei von Scheuring. 1442 wird erwähnt, dass Scheuring gerichtlich zu Lichtenberg gehört. Nach verschiedenen Zwischenbesitzern blieb Schloss Lichtenberg mit der Hofmark Scheuring und der Burg Haltenberg ab 1666 im Besitz der bayerischen Kurfürsten, die beide Schlösser für Sommeraufenthalte nutzten. Diese ließen 1687 die Burg abreißen und an der Stelle von Hofbaumeister Giovanni Antonio Viscardi ein Jagdschloss errichten. Dieses wurde  1808 von General von Wrede abgebrochen, um Baumaterial für Militärgebäude in Augsburg zu gewinnen.

## Beschreibung
Die Burg bzw. das spätere Schloss standen am Hochufer des 350 m im Westen vorbeifließenden Lechs. Heute steht im Bereich des abgegangenen Schlosses das Gut Lichtenberg, das ehemalige Verwalterhaus von 1777, das unter der Aktennummer D-1-81-138-9 als denkmalgeschütztes Baudenkmal von Lichtenberg verzeichnet ist.